# A Bargain Table Cloth
A Bargain Table Cloth è un cortometraggio muto del 1914 diretto da John A. Murphy.

## Produzione
Il film fu prodotto dalla Lubin Manufacturing Company.

## Distribuzione
Distribuito dalla General Film Company, il film - un cortometraggio di 180 metri - uscì nelle sale cinematografiche USA il 10 novembre 1914. Nelle proiezioni, veniva programmato con il sistema dello split reel, accorpato in un'unica bobina con un altro cortometraggio prodotto dalla Lubin, la commedia Butt-ing In.